# Estados Unidos nos Jogos Olímpicos de Inverno de 1964
Os Estados Unidos competiram nos Jogos Olímpicos de Inverno de 1964 em Innsbruck, Áustria.